# مونت‌فورت
مونت‌فورت (به هلندی: Montfoort) یک منطقهٔ مسکونی در هلند است که در استان اوترخت واقع شده‌است. مونت‌فورت ۲ متر بالاتر از سطح دریا واقع شده‌است.